# Evangelische Nationalkirche von Beirut

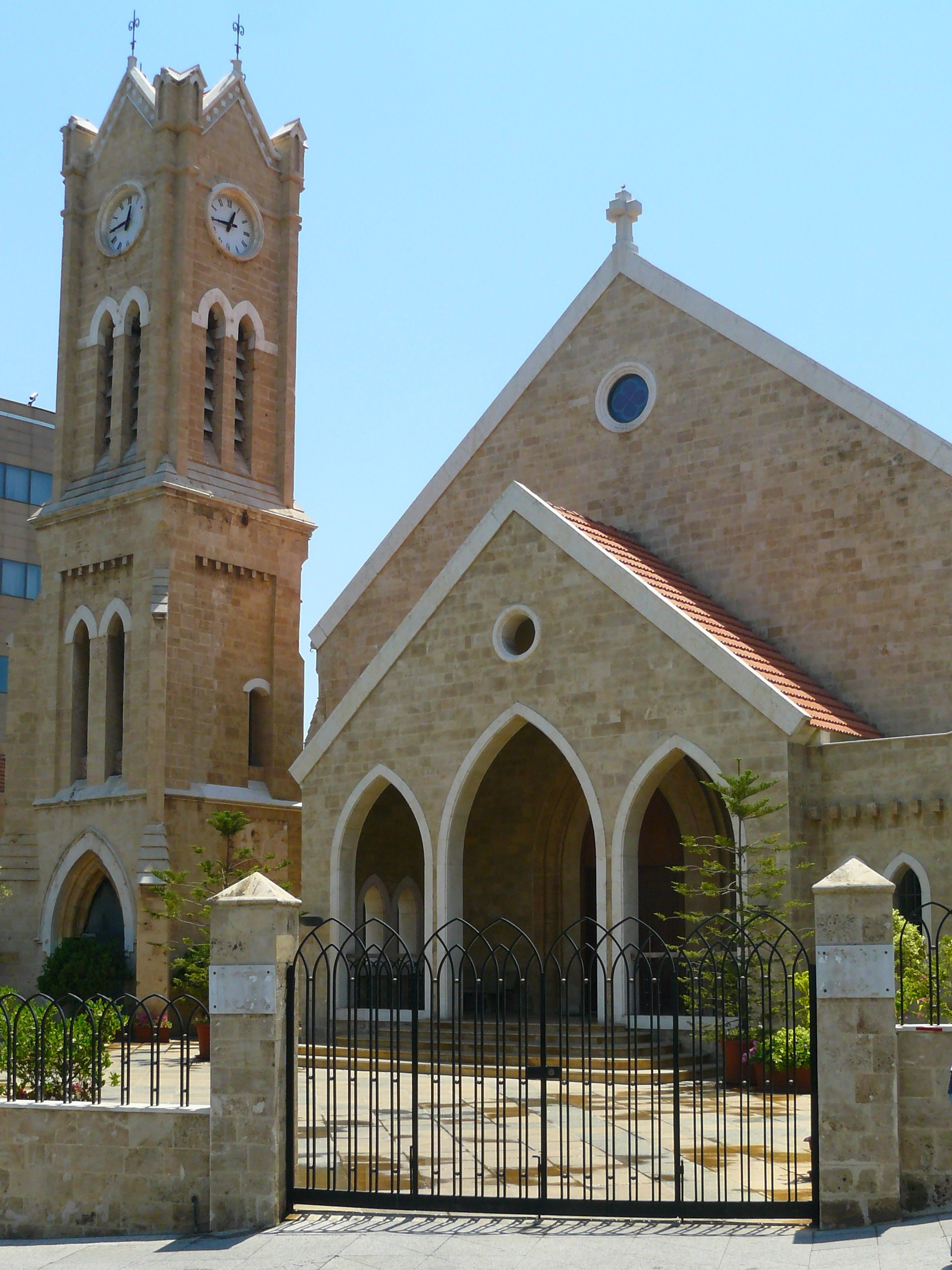
Die Nationalkirche 2008

Die Evangelische Nationalkirche von Beirut oder Nationale Evangelische Kirche von Beirut (arabisch الكنيسة الإنجيلية الوطنية في بيروت, englisch National Evangelical Church of Beirut, kurz NECB, französisch Église Nationale Évangélique de Beyrouth, kurz ENE) ist eine historische protestantische Kirche aus der Mitte des 19. Jahrhunderts in der libanesischen Hauptstadt Beirut. Das aus Sandstein und Kalkstein errichtete Bauwerk ist das erste einheimische Kirchengebäude arabischer Protestanten im Nahen Osten. Die Frontfassade zeigt Richtung Norden.
Die Kirche zählt zur 1848 im damaligen Osmanischen Reich von Kongregationalisten und Presbyterianern gegründeten Evangelischen Nationalunion des Libanon, die unter anderem auch in Dhour El Choueir vertreten ist. Die Nationalkirche, deren Verwaltungssitz sie ist, wurde 1869 sowohl für die arabisch-, als auch für die englischsprachigen Kongregationen errichtet und 1870 eingeweiht. Während des Libanesischen Bürgerkrieges von 1975 bis 1990 wurde das Gebäude bis auf den Kirchturm zerstört. Seit ihrer Wiedererrichtung 1993 bis 1998 wird die Kirche vom Pastor Habib Badr geleitet.
Heute betreibt die Evangelische Nationalkirche zwei Schulen in Beirut und eine Johann-Ludwig-Schneller-Schule im Bezirk West-Bekaa. Sie beteiligt sich an der Ökumene und an der theologischen Ausbildung der Nahost-Schule der Technologie. Auch bei der Betreuung sudanesischer Flüchtlinge ist sie aktiv. Die Nationalkirche arbeitet eng mit der 1972 in Stuttgart gegründeten Evangelischen Mission in Solidarität (EMS) zusammen.
Bei der Explosionskatastrophe in Beirut im Jahr 2020 gingen alle Glasmalereien bzw. Fenster der Kirche zu Bruch.